# Battaglia di Changsha (1939)
La battaglia di Changsha, svoltasi tra il 17 settembre e il 6 ottobre 1939, fu il primo dei quattro tentativi intrapresi dall'esercito imperiale giapponese di occupare il fondamentale nodo strategico rappresentato dalla popolosa città di Changsha nella regione dell'Hunan. Lo scontro rivestì notevole importanza nel contesto della seconda guerra sino-giapponese: le forze armate nipponiche, meglio armate e organizzate delle truppe cinesi, dovettero combattere un avversario determinato che in ultimo fu capace di respingerle. La sconfitta segnò il primo grave fallimento strategico per l'Impero giapponese e contribuì a trasformare il conflitto in un'estenuante e vasta lotta.

## Contesto strategico e pianificazione
La seconda guerra sino-giapponese, iniziata nel luglio 1937 e proseguita con una serie di successi giapponesi, aveva raggiunto progressivamente una situazione di stallo. Nel 1939 gli invasori dovevano ormai affrontare un'imprevista dilatazione del conflitto in termini di denaro e spazio, perdite di uomini e mezzi, controllo del territorio. Il professor Fu Sinian osservò, nel luglio 1939, che alla crisi apparente delle forze armate giapponesi fece eco un rafforzamento dell'esercito nazionalista.
Il 15 agosto 1939 l'11ª Armata giapponese, comandata dal tenente generale Yasuji Okamura, si preparò a un'estesa campagna nei territori a sud dello Yangtze, area vasta 250 chilometri e compresa tra i più piccoli fiumi Xinjiang e fiume Gan. All'inizio di settembre il tenente generale Toshizō Nishio, comandante in capo della cosiddetta "Armata di spedizione in Cina", e il tenente generale Seishirō Itagaki, suo capo di stato maggiore, avevano ormai steso i piani dettagliati dell'attacco e dettero il via all'offensiva per occupare Changsha, la capitale della provincia di Hunan e nodo ferroviario di rilevanza strategica; la sua conquista avrebbe infatti significato il controllo dell'arteria per raggiungere Chongqing, la capitale della Repubblica nazionalista dopo la caduta di Pechino. Il piano prevedeva che la 101ª e la 106ª Divisione fanteria si schierassero sulla riva occidentale del fiume Gan, nello Jiangxi settentrionale, mentre la 3ª, 6ª, 13ª e 33ª Divisione fanteria marciassero verso sud dall'Hubei meridionale all'Hunan settentrionale.
Gli alti comandi giapponesi di Tokyo avevano autorizzato questa offensiva dopo che, nelle steppe orientali della Mongolia, l'Armata del Kwantung aveva subito una secca sconfitta a Nomonhan; inoltre, quasi in contemporanea, il governo nipponico aveva appreso della ratifica tra Unione Sovietica e Germania (alla quale era legato mediante il patto anticomintern) del patto Molotov-Ribbentrop. Una vittoria contro i cinesi avrebbe quindi ripristinato il morale. Inoltre l'invasione tedesca della Polonia il 1º settembre diede un'ulteriore motivazione ai giapponesi per schiacciare la volontà di resistenza del generale Chiang Kai-shek ed estendere l'influenza del governo fantoccio di Wang Jingwei alla Cina centrale.
In totale le forze riunite dall'esercito imperiale per occupare la città ammontavano a circa 100 000 uomini. Le forze cinesi, guidate dal generale Xue Yue, si disposero per frenare la colonna nemica nello Jiangxi settentrionale e circondare le truppe giapponesi sull'asse di avanzata meridionale.

## Svolgimento della battaglia

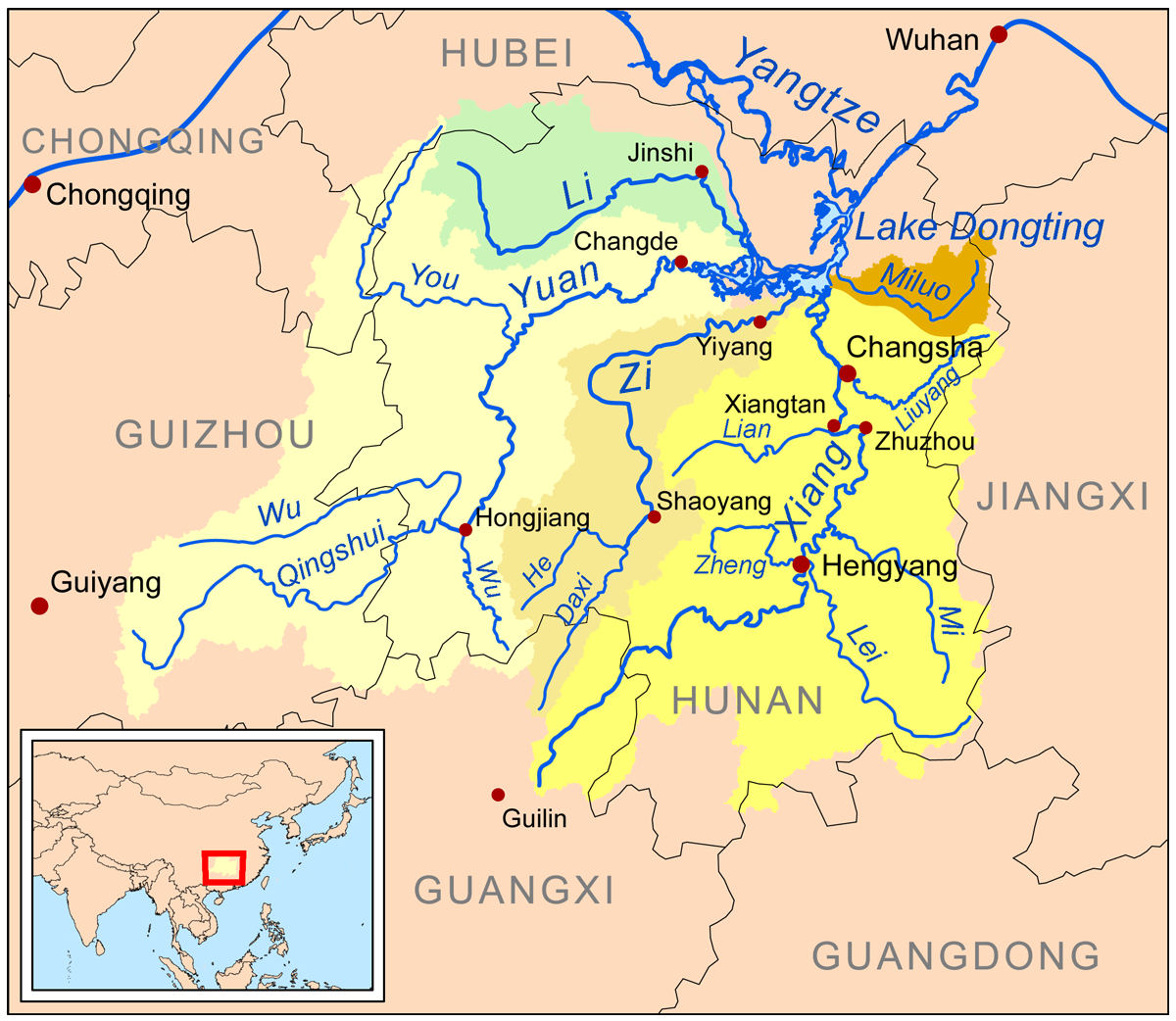
Mappa schematica dell'area interessata dalla battaglia di Changsha

La notte del 14 settembre 1939 la 106ª Divisione del tenente generale Ryotarō Nakai si spinse verso ovest calando da Fengxin (nello Jiangxi) contro la 184ª Divisione fanteria cinese del generale Wan Baobang (appartenente al LX Corpo d'armata): dopo aspri combattimenti questi fu costretto ad abbandonare Gao'an, lasciando liberi i reparti giapponesi di investire, verso nord-ovest, i centri di Sandu, Ganfang e Xiushui. In coordinamento con Nakai, la 33ª Divisione del tenente generale Shigetarō Amakasu premette da sud sul 15º Gruppo d'armate al comando del generale Guan Linzheng. Il 17 settembre, dopo questi due attacchi preliminari, i giapponesi fecero scattare l'offensiva vera e propria: dalle località occupate del Jiangxi, la 101ª (tenente generale Masatoshi Ken'ichi) e la 106ª Divisione marciarono verso ovest in direzione di Changsha; al contempo la 3ª (tenente generale Shin'ichi Fujita), la 6ª (tenente generale Shirō Inaba), la 13ª (tenente generale Shizuichi Tanaka) e la 33ª Divisione dettero avvio alla penetrazione in forze nella porzione settentrionale dell'Hunan, cercando così di dividere le forze cinesi. Tuttavia le truppe nipponiche crearono un saliente eccessivamente allungato verso ovest e subirono nel corso della giornata contrattacchi  da sud e da nord, che in ultimo li costrinsero a ripiegare verso le posizioni di partenza.
Il 19 settembre le forze giapponesi investirono posizioni difensive cinesi lungo il fiume Xinqiang e fecero uso di armi chimiche (nonostante l'Impero nipponico avesse firmato la convenzione di Ginevra che ne vietava l'utilizzo). L'esercito nazionalista resistette e riuscì anche a recuperare la cittadina di Cunqianjie; quindi il LXXIV Corpo d'armata (51ª, 57ª, 58ª Divisione fanteria) del generale Wang Yaowu e il XXXII Corpo (139ª, 141ª Divisione fanteria) del generale Song Ketang condussero un riuscito contrattacco e riconquistarono Gao'an il 22.
Il giorno seguenti i reparti imperiali ripresero l'iniziativa e respinsero i cinesi dalla zona del fiume Xinqiang: sfruttando lo slancio, la 6ª e 13ª Divisione attraversarono il fiume appoggiate dal fuoco di artiglieria e avanzarono verso sud, seguendo il fiume Miluo. Allo scopo di accerchiare le forze nazionaliste, la marina fece approdare a est di Changsha nuclei delle forze speciali da sbarco stanziate a Shanghai e una parte della 3ª Divisione fanteria. In questo modo Changsha fu circondata su tre lati. Scoppiarono subito pesanti combattimenti e i cinesi iniziarono a ripiegare verso sud: questa manovra era intenzionale e serviva ad attirare le truppe avversarie, mentre battaglioni di rinforzo accorrevano da est e ovest. Entro il 29 settembre, comunque, gli uomini della 6ª Divisione giapponese avevano raggiunto la periferia di Changsha; il prezzo pagato in termini di morti e feriti era però stato rilevante per tutte le divisioni nipponiche (si stima un totale di oltre 40 000 uomini), che inoltre cominciavano ad avere le linee di comunicazione e rifornimento troppo esposte e facilmente recidibili: i generali Nishio e Itagaki, pur riconoscendo che la vittoria era vicina, decisero infine di far arretrare il fronte dietro il fiume Laodao. A questo punto il comandante del gruppo d'armate cinesi, il generale Guan Linzheng, emise rapidamente ordini al LII e al LXXIII Corpo d'armata perché inseguissero le forze giapponesi in ripiegamento sul fiume Miluo. Il generale Xue Yue, radunati uomini e artiglieria, ordinò un contrattacco generale il 3 ottobre, che agganciò le truppe imperiali a sud di Chongyang e Yueyang.
Il 5 ottobre, nel corso dei duri scontri, un aereo nipponico fu abbattuto dal fuoco cinese e i soldati nazionalisti accorsi sul luogo dello schianto rinvennero importanti documenti, gli ordini diffusi dal generale Okamura riguardo alla cessazione dell'offensiva su Changsha. Quello stesso giorno la 23ª Divisione fanteria cinese fu capace di raggiungere un tratto di costa, assaltare di sorpresa il porto di Yingtian e danneggiare diverse delle unità navali giapponesi che lì erano ancorate. A partire dal 6 ottobre le decimate truppe nipponiche iniziarono a lasciare il terreno occupato e ripiegarono verso nord ed est, tallonati dalle pur provate divisioni cinesi; tra esse si distinse la 195ª Divisione fanteria del LII Corpo d'armata, che impegnò le retroguardie nemiche sul fiume Xinqiang per riconquistare le posizioni nazionaliste precedenti all'offensiva. Di notte i cinesi lanciarono inoltre rapide puntate su Xitang e Yaolin.
Il 10 ottobre la linea del fronte era tornata pressappoco quella di settembre: l'esercito del generale Chiang Kai-shek aveva completamente recuperato le regioni settentrionali della provincia di Hunan, la porzione meridionale dell'Hubei e il territorio settentrionale dello Jiangxi.

## Conclusione
Changsha fu la prima grande città cinese che non cadde di fronte all'offensiva giapponese. Il comandante della difesa della città, il generale Xue Yue, un diplomato dell'Accademia militare di Whampoa e fedele al generalissimo Chiang Kai-shek, guadagnò grande prestigio dalla vittoria difensiva presso Changsha. Il possesso della città impedì all'esercito imperiale giapponese di consolidare l'occupazione nella Cina meridionale e di minacciare via terra la capitale Chongqing.